# Fanzara (kommunhuvudort)
Fanzara är en kommunhuvudort i Spanien.   Den ligger i provinsen Província de Castelló och regionen Valencia, i den östra delen av landet, 290 km öster om huvudstaden Madrid. Fanzara ligger 217 meter över havet och antalet invånare är 273.
Terrängen runt Fanzara är huvudsakligen kuperad, men österut är den platt. Fanzara ligger nere i en dal. Runt Fanzara är det ganska tätbefolkat, med 185 invånare per kvadratkilometer. Närmaste större samhälle är Onda, 7,5 km sydost om Fanzara. 